# Anacampseros filamentosa
Anacampseros filamentosa är en tvåhjärtbladig växtart. Anacampseros filamentosa ingår i släktet Anacampseros och familjen Anacampserotaceae.

## Underarter
Arten delas in i följande underarter:
- A. f. filamentosa
- A. f. namaquensis
- A. f. tomentosa

## Bildgalleri

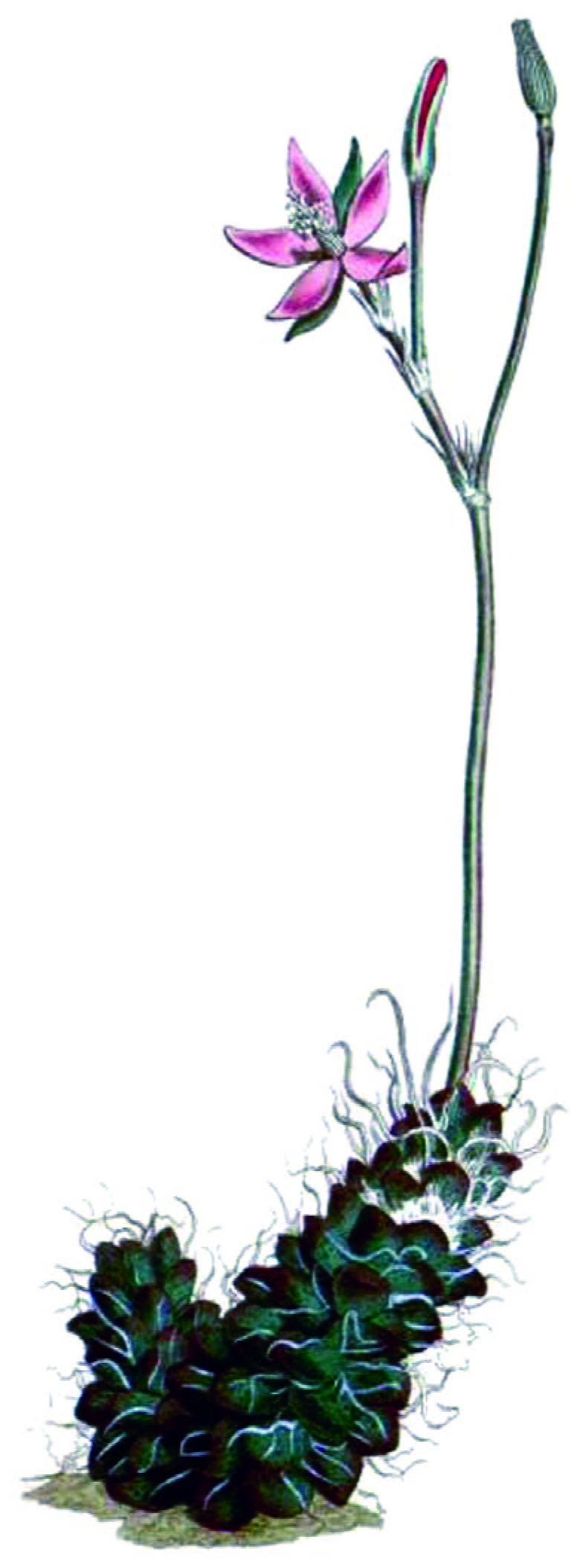
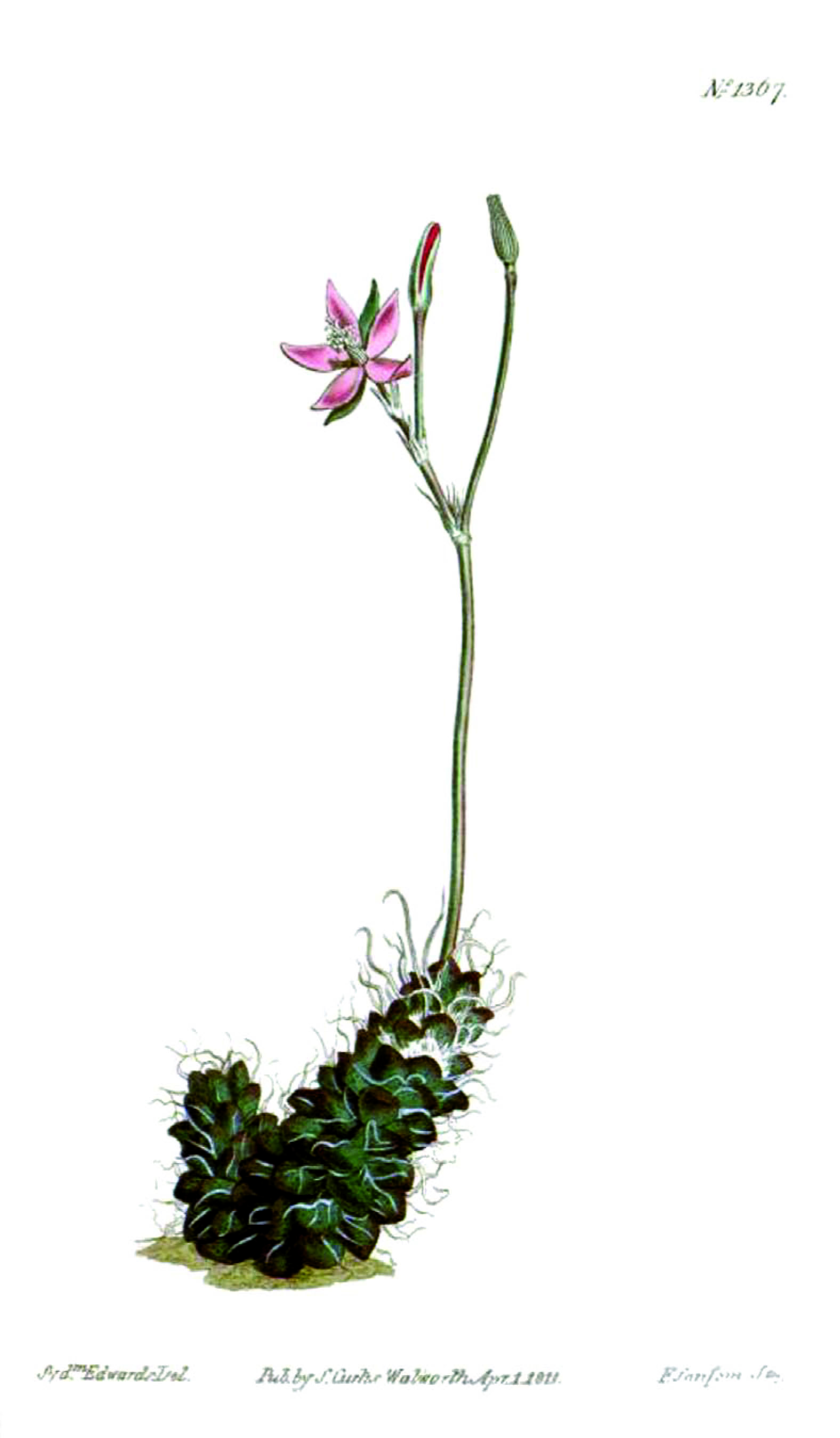
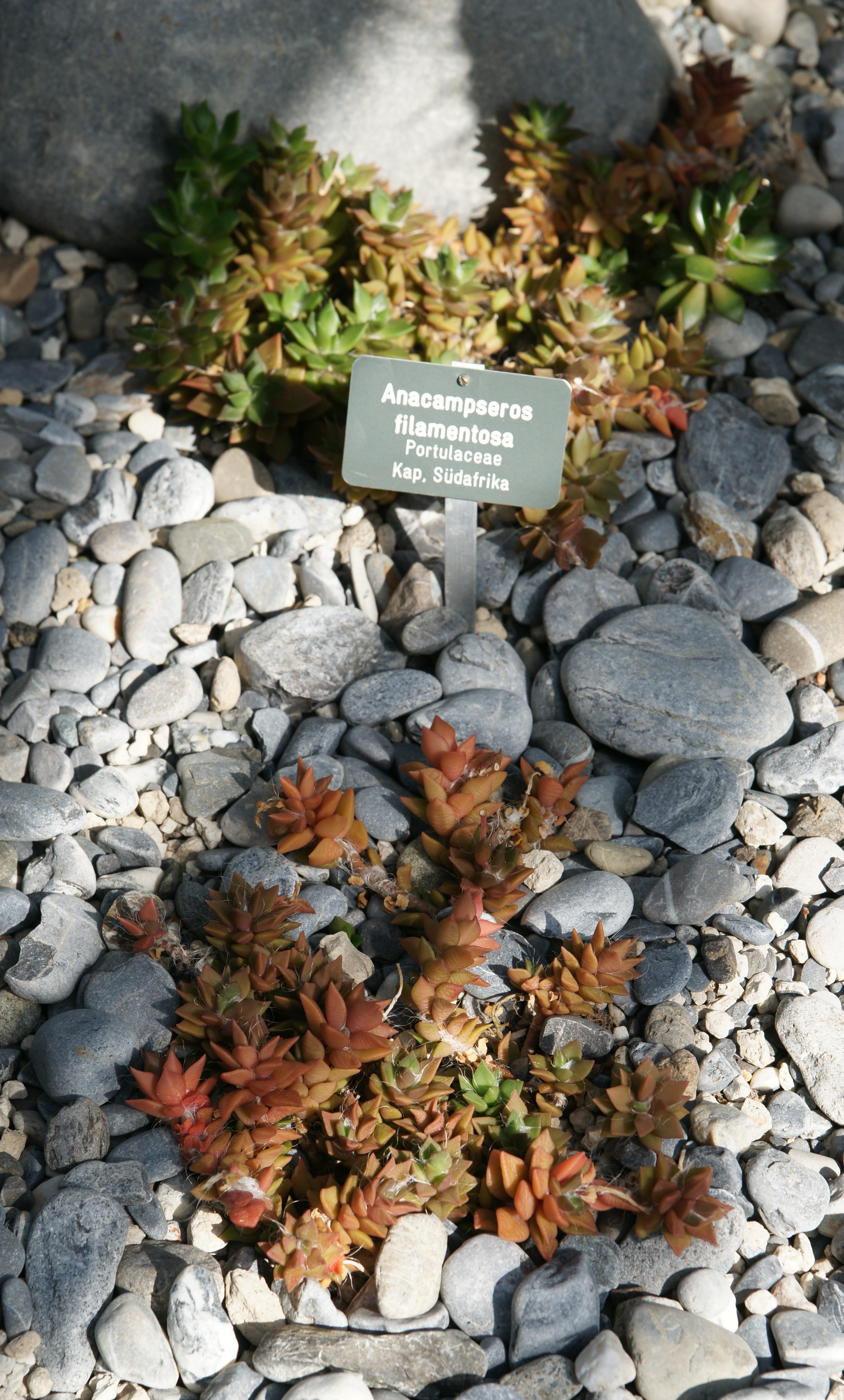